# Lordship of Ireland
Lordship of Ireland (Tiarnas na hÉireann), även kallat Anglonormandiska Irland, utgjorde de delar av Irland som kontrollerades av England efter normandernas invasion av Irland 1177 fram till inrättandet av Kungariket Irland 1542. 
Lordship of Ireland inrättades med tillstånd av påven, som genom bullan Laudabiliter gav kungen av England titeln Lord av Irland. Lorden av Irland representerades av en guvernör med titeln Justiciar, Lieutenant, Lord Lieutenant eller Lord Deputy.
Territoriet omfattade aldrig hela Irland, och växlande i storlek under seklen: det var som störst vid sekelskiftet 1300. Under 1300-talet krympte området genom en rad katastrofer som Brucekampanjen 1315–1318, Den stora svälten (1315–1317) och digerdöden. 
Perioden avslutades genom Tudorerövringen av Irland 1536 och bildandet av Kungariket Irland 1542. 